# Zenith (Ruders)
Zenith is een compositie van de Deen Poul Ruders.
In 1993 ging Ruders' Gong in première met als onderwerp de Zon. Hij schreef het werk in opdracht van het Deens Radio Symfonieorkest. Even later ontving hij opnieuw een opdracht. Ditmaal wat het het Tivoli Symfonie Orkest dat een werk bestelde, dat uitgevoerd moest worden tijdens de festiviteiten rondom het 150-jarig bestaan van het pretpark Tivoli. Bij Gong ging het Ruders vooral om de fysieke kracht van de zon, Zenith schreef hij op basis van de dagcyclus van de zon, van de opkomst tot de felle zonnestralen en vervolgens zonsondergang.
De muziek staat in schril contrast tot Gong. De muziek begint als een waterig zonnetje in een heiige ochtend. Het is allemaal wat onduidelijk en vaag. Er wordt dan ook veelvuldig een vergelijking gemaakt met de Alpensymfonie van Richard Strauss. De muziek kent een 14 minuten durend crescendo, waarbij Ruders gebruikmaakt van zeer lange muzikale lijnen. In Gong is het bijna een en al virtuositeit. Na 14 minuten waarbij de climax op dynamiek ffff stuit, zakt het werk ineens in. De zon heeft haar hoogtepunt (zenit) gehad en verdwijnt langzaam achter de horizon. Zij flikkert nog eenmaal op, maar sterft in schoonheid.
De Finse dirigent Okko Kamu gaf leiding aan de première van het werk. Zenith werd later opgenomen in de Zontrilogie van Ruders, net als Gong en Corona.   
Ruders schreef Zenith voor:
- 3 dwarsfluiten, 3 hobo's, 3 klarinetten, 3 fagotten
- 4 hoorns, 2 trompetten, 2 trombones, 1 tuba, 1 eufonium
- 5  man/vrouw percussie, 1  piano, 1 elektrische piano
- violen, altviolen, celli, contrabassen

## Discografie
- Uitgave Dacapo: Michael Schønwandt met het Odense Symfoniorkester, een live-uitvoering